# 網谷涼子
網谷 涼子（あみたに りょうこ、1991年7月4日 - ）は、岐阜県高山市出身の元ハンドボール選手。ハンドボールGK指導者。JHL解説者。

## 経歴
筑波大学時代は2011年の関東学生ハンドボール・秋季リーグで優秀新人賞を受賞した。
2012年は春季リーグで優秀選手賞を受賞。同年はジャパンカップや第17回ヒロシマ国際ハンドボール大会の日本代表（ロンドン五輪世界最終予選に出場したメンバーを除いた次世代代表）に選ばれた。
2013年は春季リーグで優秀選手賞を受賞した。
2014年に日本ハンドボールリーグのソニーセミコンダクタへ加入。6月に第19回ヒロシマ国際ハンドボール大会の日本代表に選出。8月には第22回世界学生選手権の日本代表U-24に選出された。
2015年は第28回ユニバーシアード競技大会の日本代表に選ばれた。
2016年は日韓定期戦や第21回ヒロシマ国際ハンドボール大会の日本代表に選出。
2018-19年シーズン終了後にソニー退団を発表、デンマーク・1stディヴィジョンのリンケビンに移籍。
2020年、ポルトガルのベンフィカに移籍。
2021年7月18日、選手引退を表明。

## 詳細情報

### 年度別成績
| 年       | チーム   | 試合 | FS 阻止  | 率   | 7m 阻止 | 率   |
| -------- | -------- | ---- | -------- | ---- | ------- | ---- |
| 2014-15  | ソニー   | 18   | 63/138   | .457 | 6/18    | .333 |
| 2015-16  | ソニー   | 12   | 69/165   | .418 | 2/15    | .133 |
| 2016-17  | ソニー   | 18   | 88/235   | .374 | 5/18    | .278 |
| 2017-18  | ソニー   | 24   | 151/330  | .458 | 4/19    | .211 |
| 2018-19  | ソニー   | 24   | 83/192   | .432 | 2/13    | .154 |
| JHL：5年 | JHL：5年 | 96   | 454/1060 | .428 | 19/83   | .229 |

- 各年度の太字はリーグ最高

### 背番号
- 16 (2014年 - 2021年、ソニー/リンケビン/ベンフィカ)

## 代表歴

### 日本代表
- ジャパンカップ (2012年)
- ヒロシマ国際大会 (2012年・2014年・2016年)
- 日韓定期戦 (2016年)

### 日本代表U-24
- 世界学生選手権 (2014年)
- ユニバーシアード競技大会 (2015年)

### 日本代表U-18
- ユース世界選手権 (2008年)